# Moheschunder Bannerjee
Moheschunder ou Mahesh Chandra Bannerjee (Banerjee est un nom de famille courant au Bengale) est un joueur d'échecs indien né avant 1800 et mort après 1860. Dans ses parties jouées contre des joueurs anglais, il pratiqua les défenses indiennes.

## Biographie
En 1848, un joueur d'échecs de Calcutta entendit l'histoire d'un joueur d'échecs qui n'avait jamais été battu. Il affronta ce joueur et reconnut sa valeur. Surnommé le Brahmin, Moheschunder Bannerjee fut recruté par le club d'échecs de Calcutta qui était dirigé par le joueur anglais John Cochrane. Cochrane l'initia aux règles européennes. Le nom de Moheschunder Bannerjee fut mentionné pour la première fois dans une lettre publiée par le Chess player's chronicle en 1850. Cette lettre mentionnait que Moheschunder Bannerjee avait environ cinquante ans en 1848. Le Chess player's Chronicle publia en 1851 plusieurs de ses parties. En 1852, Moheschunder Bannerjee perdit un match contre Cochrane 9 victoires à 13 et 3 parties nulles. Cochrane a laissé un manuscrit avec les parties qu'il jouèrent ensemble. Cochrane considérait Moheschunder comme le meilleur joueur indien. En 1857, George Henry Mackenzie affronta Bannerjee lors de son passage en Inde.

## Contribution à la théorie des ouvertures
Autour de 1860, Moheshunder rencontra également le joueur anglais Valentin Green. Lors de son retour à Londres, Green participa au tournoi d'échecs de Londres 1862 et joua une ouverture qu'il baptisa « ouverture indienne », faisant référence aux règles indiennes où les pions n'avancent que d'une case.
Dans des parties disputées contre Cochrane en 1848, Moheschunder joua avec les Noirs l'ouverture appelée au XXe siècle la défense est-indienne ainsi qu'un des premiers exemples de la défense Grünfeld. Il jouait des ouvertures comprenant un fianchetto commençant par 1. d4 Cf6 2. c4 g6. Il jouait aussi régulièrement le système Pirc- Robatsch où les Noirs jouent d6, g6, Fg7 et Cf6.